# Bağcılar
Bağcılar Isztambul egyik kerülete az európai oldalon, Bahçelievler mögött, a két autópálya-körgyűrű, a TEM és az E5 között. Nevének jelentése „gyümölcsöskert”. A település 1992-ben lett Isztambul kerülete, főként szegény nagycsaládosok lakják, akik sokáig hirtelen, engedélyek nélkül felépített úgynevezett gecekondukban („egy éjszaka alatt épült”) házakban éltek, amíg a városi önkormányzat ezeket lakótelepekre nem cserélte. A kerületben kevés a kulturális intézmény, amit az önkormányzat most pótolni próbál, parkokat, kávéházakat igyekeznek létesíteni, de a területet korábban annyira beépítették lakóházakkal, hogy erre alig van esélyük. 
Annak ellenére, hogy Bağcılar fontos ipari létesítményeknek ad otthont (textilipar, villamosipar, nyomdaipar) és itt vannak a nagyobb újságok és televíziócsatornák központjai is, a kerület szegénynek számít és magas a bűnözési arány is. Népessége 2008-ban 719 267 fő volt.